# Семен Третяк
Семе́н Третя́к (Третяченко; до 1628 — після березня 1674) — військовий і державний діяч Гетьманщини XVII століття. Київський та прилуцький полковник. Учасник Ніжинської чорної ради 1663 року після якої потрапив на заслання до Сибіру. Предок «мазепинця» Федора Третяка.

## Біографія
Семен Третяк народився не пізніше 1628 року, походив зі шляхетської родини. Згідно Зборівського реєстру Війська Запорозького 1649 року Семен Третяк був вперше згаданий як козак Білогородської сотні Київського полку. Пізніше сотником цієї ж сотні був «Семен Третяченко», який може бути насправді Семеном Третяком.
Відомо, що близько вересня 1658 року Семен був Київським сотником, а у період не пізніше ніж з грудня 1662 року до серпня 1663 року обіймав уряд Київського полку.
Після кількох років громадянської війни у Гетьманщині, відомій також як «Руїна», держава розкололася на дві частини: Правобережжя та Лівобережжя. Семен, як представник лівобережного козацтва, був безпосереднім учасником тих подій. Зокрема, 17 (27) червня 1663 року неподалік Ніжина була зібрана так звана «чорна рада» для обрання повноважного гетьмана на своєму березі Дніпра. Основними «претендентами на булаву» були Яким Сомко, Василь Золотаренко та Іван Брюховецький. На Ніжинській чорній раді гетьманом було обрано останнього в результаті інтриг серед козацтва та політики Московії стосовно України. Невдовзі інших претендентів, Сомка та Золотаренка, разом з багатьма їхніми сподвижниками, було обвинувачено у зраді перед царем і страчено. Семену Третяку пощастило не бути страченим, адже він був сподвижником наказного гетьмана Сомка. Тож київського полковника Третяка було спочатку відправлено до Москви, а звідти — на заслання у Сибір.
Повернутися в України Семен зміг тільки після смерті Брюховецького за клопотанням Петра Дорошенка. Відомо, що він очолював Прилуцький полк у 1671—1672 роках після Івана Маценка при гетьмані Дем'яні «Многогрішному» Ігнатовичі. В старшинському уряді полковника були:
- полковий обозний — Григорій Пилипович;
- полковий писар — Василь Севастянович, а потім Семен Ракович;
- полковий суддя — колишній місцевий полковник Лазар Горленко;
- полкові осавули: попередній полковник Іван Маценко й Яків Трохимович;
- Полковий хорунжий — Семен Федорович Портянка.
- з сотників відомі: полковий сотник Федір Семенович, красноколядинський Данило Печеня, срібнянський Данило Тимченко.[9]

Після зміщення Многогрішного Третяк втратив свій уряд. Подальша доля Семена Третяка невідома, помер не раніше березня 1674 року.

## Родина та особисте життя
Відомо, що Семен Третяк походив зі шляхти. Крім того, історик-генеалог Володимир Кривошея стверджував, що 1636 року родина Виговських позивалась на Третяка про наслання підданих луганських на село і ґрунти Виговські, а 1644 року від них же був позов у селі Кузьмичах до Третяка про
виділення ними чи віддання Виговського ґрунту. Однак, невідомо чи ці документи стосувалися Семена, чи його батька, чи якогось іншого Третяка.
Історик-мазепознавець Сергій Павленко припускає, що в «мазепинця» Федір Третяк був сином чи онуком Семена.